# Hisayoshi Sato
Hisayoshi Sato (n. 12 ianuarie 1987, Tomakomai, Japonia) este un înotător ce a reprezentat Japonia, medaliat olimpic. A participat la o ediție a Jocurilor Olimpice (2008) în care a câștigat o medalie de bronz.

## Participări
Lista de mai jos prezintă principalele competiții la care a participat Hisayoshi Sato de-a lungul carierei.
- swimming at the 2008 Summer Olympics – men's 4 × 100 metre medley relay[*]